# Bartolomeo Corradi

Stemma primitivo della famiglia Corradi-Gonzaga sino al 1328

Bartolomeo Corradi (o Corradi da Gonzaga) (Gonzaga?, XIII secolo – Gonzaga?, 1324 circa) è stato un politico italiano.

## Biografia
Figlio di Guidone Corradi, a sua volta figlio di Abramino, era originario presumibilmente della cittadina di Gonzaga.
Fu tra i componenti della famiglia che contribuirono alla ricchezza dei futuri Gonzaga, acquistando nel 1261 dai Bonfanti grandi latifondi a Marmirolo, beni allodiali, che passarono ai discendenti. Nel 1285, in qualità di anziano del comune di Mantova, ratificò la pace tra i padovani e i Bonacolsi, signori della città. Venne citato in un documento del 1287 nel quale la famiglia Corradi veniva investita dei suoi beni dai monaci benedettini dell'Abbazia di San Benedetto in Polirone.

## Discendenza
Bartolomeo ebbe tre figli:
- Albertino, partecipò nel 1307 alla lega di Guido dei Bonacolsi contro di Estensi di Ferrara. Suo figlio Sagramoro venne eletto vescovo di Mantova nel 1307
- Filippino, investito assieme al padre dei suoi beni dai monaci benedettini dell'Abbazia di San Benedetto in Polirone
- Abramino

## Ascendenza
|                    |   |   | Genitori |  |  | Nonni            |  |  | Bisnonni        |  |
|                    |   |   |          |  |  | Abramino Corradi |  |  | Filippo Corradi |  |
|                    |   |   |          |  |  | Abramino Corradi |  |  | Filippo Corradi |  |
|                    |   | … |          |  |  | Abramino Corradi |  |  |                 |  |
| Guidone Corradi    |   |   |          |  |  | Abramino Corradi |  |  |                 |  |
|                    |   | … | …        |  |  |                  |  |  |                 |  |
|                    |   | … | …        |  |  |                  |  |  |                 |  |
|                    |   | … | …        |  |  |                  |  |  |                 |  |
| Bartolomeo Corradi |   | … |          |  |  |                  |  |  |                 |  |
|                    | … | … |          |  |  |                  |  |  |                 |  |
|                    | … | … |          |  |  |                  |  |  |                 |  |
|                    | … | … |          |  |  |                  |  |  |                 |  |
| …                  | … |   |          |  |  |                  |  |  |                 |  |
|                    |   | … | …        |  |  |                  |  |  |                 |  |
|                    |   | … | …        |  |  |                  |  |  |                 |  |
|                    |   | … | …        |  |  |                  |  |  |                 |  |
|                    |   | … |          |  |  |                  |  |  |                 |  |